# Dieter Dewes
Dieter Dewes (* 19. Juli 1955 in St. Wendel) ist Bundesvorsitzender der Deutschen Zoll- und Finanzgewerkschaft.

## Leben
Dewes erwarb nach acht Jahren bei der Bundesmarine die Fachhochschulreife und trat 1983 als Zollanwärter in den mittleren Grenzzolldienst ein. Dort war er u. a. beim Grenzaufsichtsdienst, bei der Finanzkontrolle Schwarzarbeit und im Sachgebiet C beim Hauptzollamt Saarbrücken tätig und absolvierte den Aufstieg in den gehobenen Zolldienst.
Von 1988 bis 2002 war er Vorsitzender des örtlichen Personalrats beim damaligen Hauptzollamt Saarlouis und von 2002 bis 2004 beim Hauptzollamt Saarbrücken. 1998 wurde er Mitglied des Bezirkspersonalrats bei den damaligen Oberfinanzdirektionen Saarbrücken und Koblenz.
Dem Hauptpersonalrat beim Bundesfinanzministerium gehörte Dewes von 1996 bis 2020 an. Er übernahm 2003 das Amt des Vorsitzenden, in dem er bei den Personalratswahlen in den Jahren 2004, 2008, 2012 und 2016 bestätigt wurde.
1990 übernahm er den Vorsitz des BDZ-Ortsverbandes Saarlouis. Zunächst stellvertretender Vorsitzender, war er von 1999 bis 2009 Vorsitzender des BDZ-Bezirksverbandes Saarland.
Seit 1993 war er beim BDZ Obmann für den mittleren Binnenzolldienst und seit 1997 Obmann für den gesamten mittleren Dienst. Vom Gewerkschaftstag 2001 wurde er zum stellvertretenden Bundesvorsitzenden des BDZ gewählt und in diesem Amt von den Gewerkschaftstagen 2005 und 2010 bestätigt. Vom Gewerkschaftstag 2014 wurde Dewes zum Bundesvorsitzenden des BDZ gewählt und vom Gewerkschaftstag 2019 in diesem Amt bestätigt.
Beim dbb beamtenbund und tarifunion gehört er dem Bundesvorstand und den Grundsatzkommissionen „Organisationsfragen und Satzung“, „Innere Sicherheit“ sowie „Haushalts- und Finanzfragen“ an. Dewes ist Vorsitzender der Bundesbeamtenkommission und Sprecher der Vorsitzenden der Bundesbeamtengewerkschaften.

## Sonstiges
In Oberthal war er von 1994 bis 2001 Mitglied des Gemeinderates sowie stellvertretender Ortsvorsteher und Mitglied des Ortsrates. Von 1993 bis 2002 war er Vorsitzender des SV Blau-Weiß Oberthal. Vorsitzender der Theaterfreunde Oberthal im Verband Saarländischer Amateurtheater war er von 1991 bis 1999 und ist dies wieder seit 2017.
Er ist verheiratet, Vater zweier Söhne und hat drei Enkel.